# Chris Ellis (acteur)
Chris Ellis (Dallas (Texas), 14 april 1956) is een Amerikaans acteur.

## Filmografie

### Films
Selectie:
- 2014 Jessabelle - als sheriff Pruitt
- 2012 The Dark Knight Rises – als Fr. Reilly
- 2007 Die Hard 4.0 – als Scalvino
- 2007 Transformers – als admiraal Brigham
- 2006 The Darkroom – als Jackson
- 2005 Fun with Dick and Jane – als vice-president van Grand Cayman Bank
- 2005 The Devil's Rejects – als Coggs
- 2005 The Island – als barkeeper van Aces & Spades
- 2004 Tiger Cruise – als kapitein Anderson
- 2002 Catch Me If You Can – als speciaal agent Witkins
- 2001 Planet of the Apes – als commandant Karl Vasich
- 1999 October Sky – als schoolhoofd Turner
- 1998 Armageddon – als Clark
- 1998 Godzilla – als generaal Anderson
- 1998 The Pentagon Wars – als generaal Keane
- 1997 Wag the Dog – als politieagent
- 1997 Bean: The Ultimate Disaster Movie – als rechercheur Butler
- 1997 Con Air – als B.O.P. vertegenwoordiger Grant
- 1996 That Thing You Do! – als Phil Horace
- 1995 Apollo 13 – als Deke Slayton
- 1995 Crimson Tide – als technicus
- 1993 Addams Family Values – als verhuizer
- 1992 My Cousin Vinny – als J.T.
- 1990 Days of Thunder – als Harlem Hoogerhyde

### Televisieseries
Uitgezonderd eenmalige gastrollen.
- 2019 Gaslight - als Frank - 9 afl.
- 2019 Carrier - als Caldwell - 4 afl.
- 2015 K.C. Undercover - als Christos - 2 afl.
- 2015 Murder in the First - als rechter Mitchell Ellis - 6 afl.
- 2014 Sequestered - als Ron Pritchard - 12 afl.
- 2009 Terminator: The Sarah Connor Chronicles – als Hayes – 2 afl.
- 2007-2008 Burn Notice – als Virgil Watkins – 2 afl.
- 2006-2007 The Unit – als congreslid Bruce Gelber – 2 afl.
- 2006 Ghost Whisperer – als geestpiloot – 2 afl.
- 2003-2004 NCIS – als wapen sergeant John Deluca – 2 afl.
- 2002 Birds of Prey – als Larry Ketterly – 2 afl.
- 1996 Millennium – als Jim Penseyres – 3 afl.
- 1993 NYPD Blue – als marshal – 2 afl.

- Gemeinsame Normdatei: 1102926213
- International Standard Name Identifier: 0000 0003 7392 6085
- Library of Congress Control Number: no2003024509
- Nationale Bibliotheek van Tsjechië: xx0064718
- Virtual International Authority File: 85720651
- WorldCat: E39PBJdrJBFd3ddJYXpfFcWbh3